# Thaba-Kholo Community
Thaba-Kholo Community är en gemenskap i Lesotho.   Den ligger i distriktet Thaba-Tseka, i den centrala delen av landet, 90 km sydost om huvudstaden Maseru.